# El Cedro (Yarumal)
El Cedro  es un centro poblado del municipio colombiano de Yarumal (Antioquia). El centro poblado dista 43 kilómetros de la cabecera municipal, ubicado en el extremo norte del municipio, su principal actividad económica la ganadería de carne y leche, la producción panelera, la minería de oro en pequeña escala, y los cultivos ilícitos. Su población, gente trabajadora, ha sufrido el azote de innumerables grupos armados.
Sus tierras son muy fértiles, aunque muy escarpadas, la mayoría de la población es católica y muy creyente, de hecho es cantera de sacerdotes para la diócesis de Santa Rosa de osos

## Historia y geografía
El centro poblado El Cedro está ubicado sobre una cima de la cordillera central, su clima es templado y está esencialmente ligado culturalmente al centro poblado El Pueblito. Era uno de los pueblos inaccesibles de Antioquia, de su cabecera urbana solo se podía salir y arribar a lomo de mula o caminando.
En vista de este evidente aislamiento geográfico, en el año 2016, se dio por habilitada la vía Yarumal-El Pueblito-El Cedro, que aunque ya existía desde 1969, dio como resultado que por primera vez en toda su historia, estos centros poblados vieran el paso de carros por sus calles.
Cuenta con un templo parroquial en honor a San José.

El territorio que el gobierno de Yarumal administra desde la centralidad de El Cedro, limita al norte con el municipio de Valdivia, al oriente con los municipios de Anorí y Campamento, al sur con las veredas de los centros poblados de El Pueblito y Cedeño y al occidente de nuevo con el municipio de Valdivia y el centro poblado El Pueblito.